# Vida y muerte (go)
La vida y muerte es un concepto fundamental en el juego del go, en el que se define el estatus de un grupo diferenciado de piedras como "vivo", de manera que tiene posibilidad de permanecer en el tablero, o "muerto", de manera que el grupo será "capturado". La idea básica puede expresarse sencillamente así: Un grupo debe tener dos ojos (libertades internas seguras) para vivir.
Las situaciones (o posiciones) de vida y muerte ocurren cuando un área con piedras está contenida en un área limitada por piedras enemigas, de manera que el estatus del grupo es cuestionable. Como la pérdida de un grupo desarrollado puede significar a menudo la derrota en el juego, y como el uso eficiente de cada movimiento es importante, conocer el estatus de vida y muerte de un grupo propio (al igual que el de los grupos enemigos) es una habilidad importante a cultivar si se quiere ser un jugador fuerte.
Un ejemplo de situación de vida y muerte:

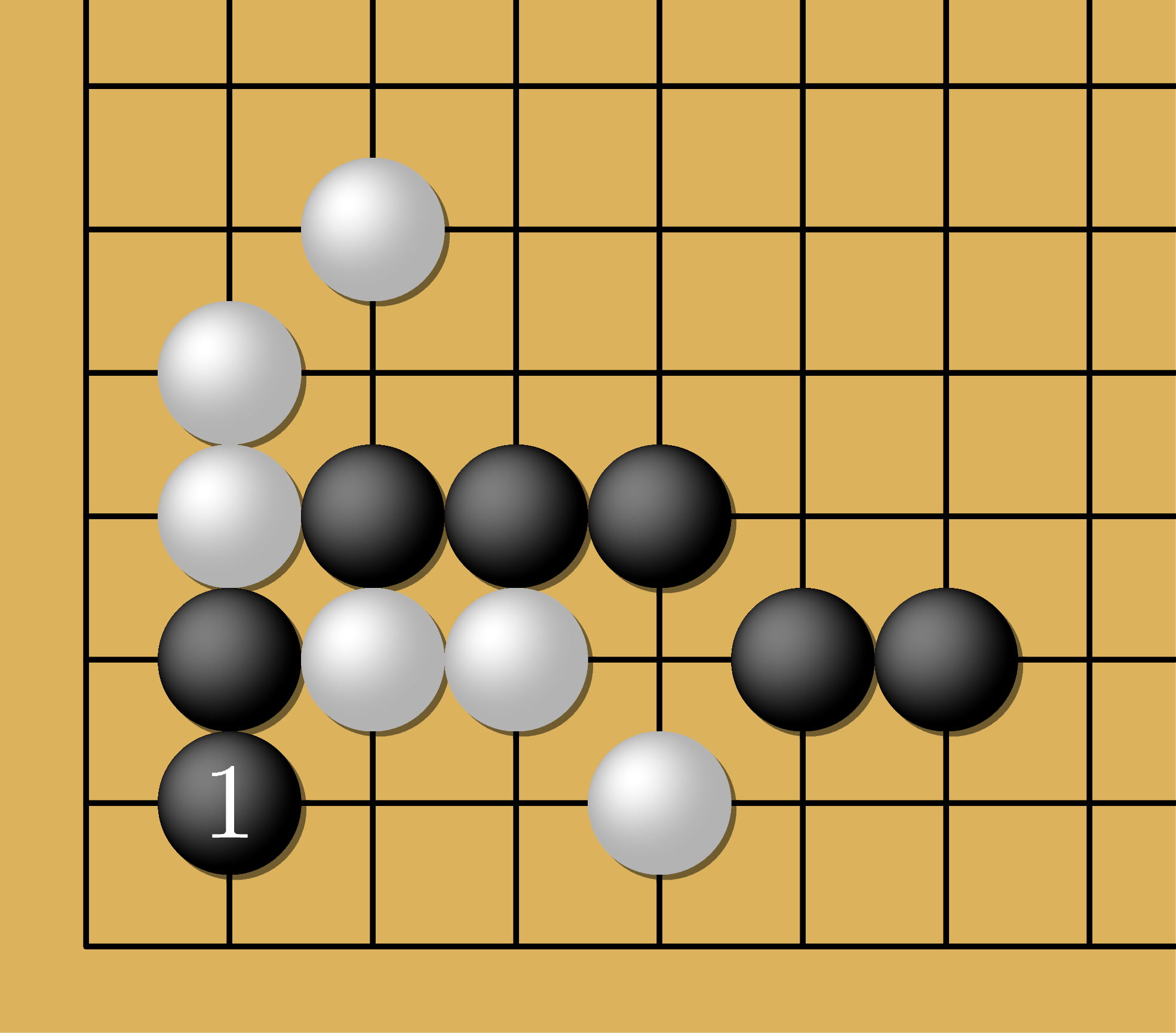
Este problema (Dificultad: 5 dan) comienza con N1. ¿Pueden salvarse las piedras blancas y "hacer vida"? Este tipo de problema se llama semeai; en el que uno entabla una "carrera" para capturar primero al oponente...
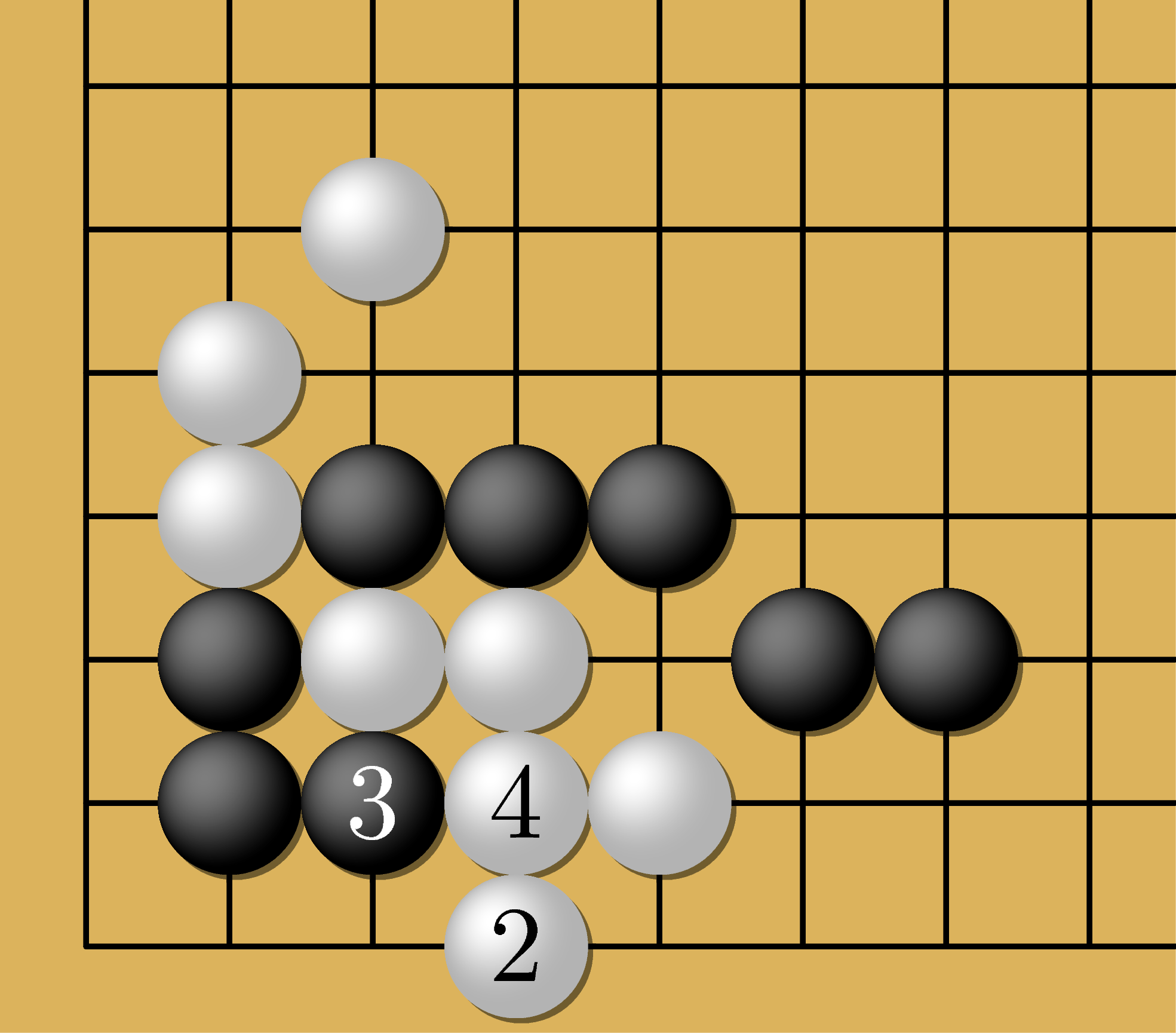
B2 es aquí el movimiento correcto. Las negras se aproximan con N3, y las blancas se protegen con B4. Note que tanto los grupos N y B tienen cuatro libertades, y ahora es el turno de las negras...
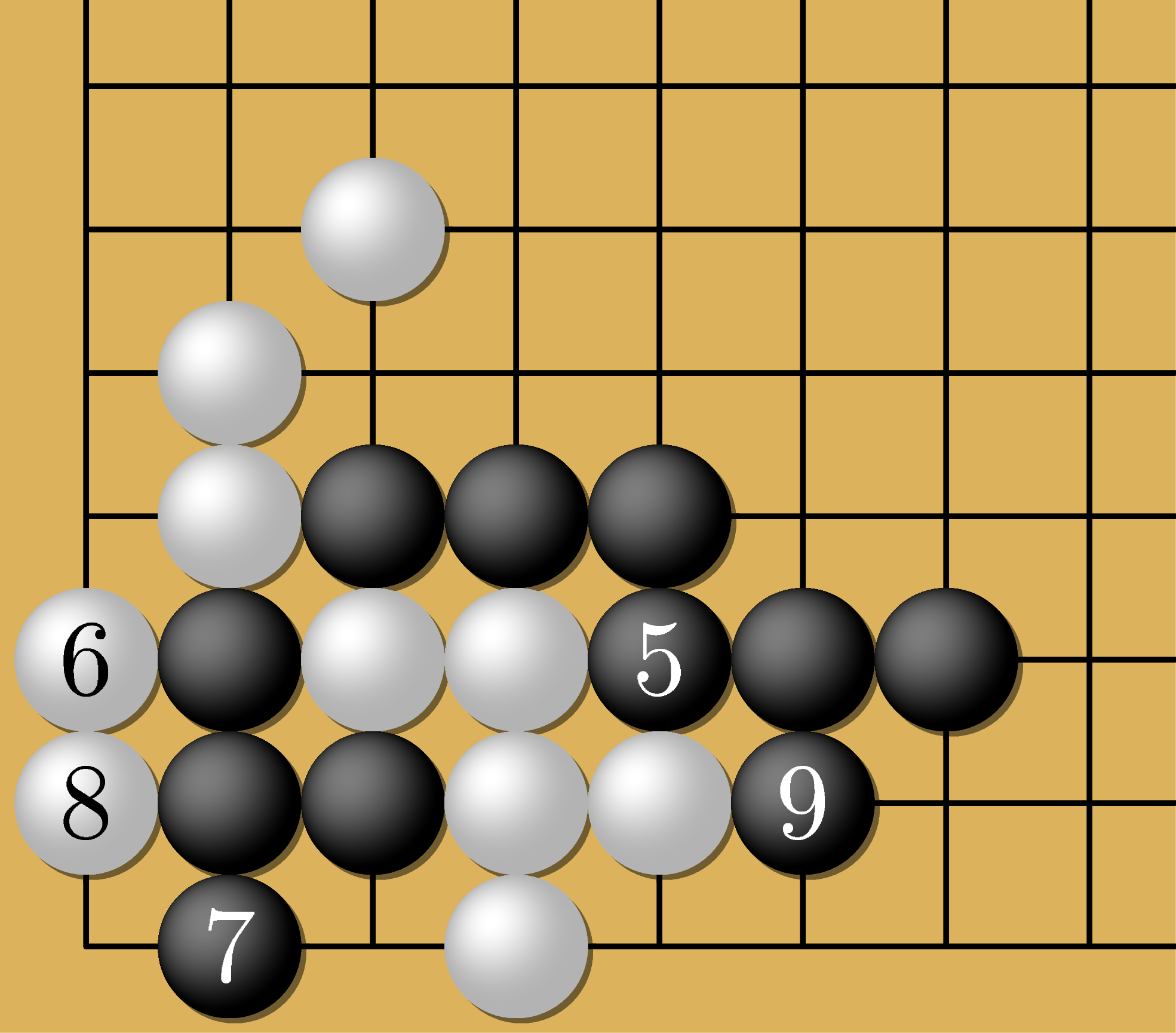
Tras los siguientes movimientos, la situación se hace más clara. A pesar de las mejores respuestas que podían realizar las negras, las cinco piedras blancas tienen una libertad más (la que hay debajo del movimiento 9) que las negras. Si no queda claro cómo sobreviven las blancas, vea la siguiente imagen para más detalle...
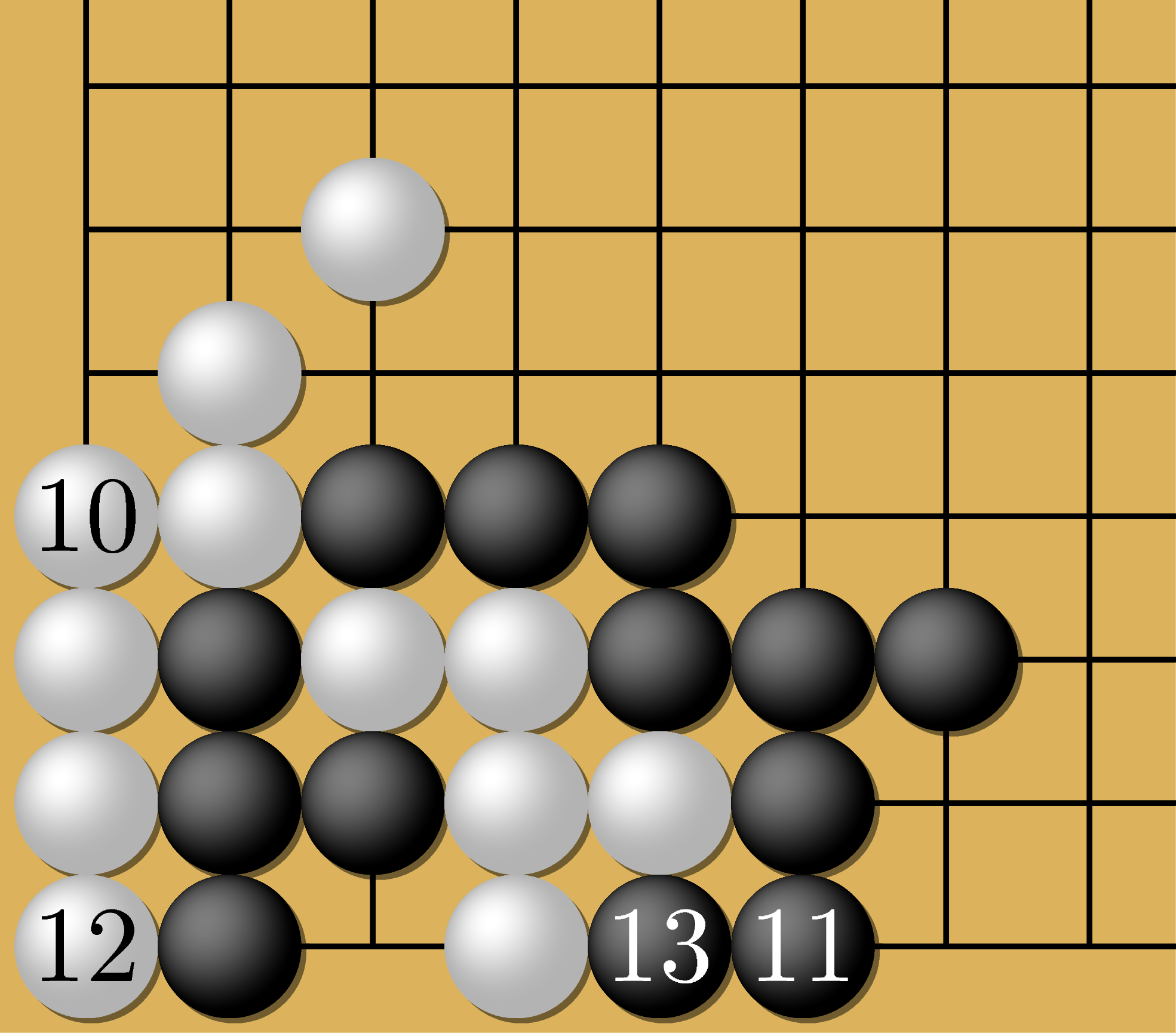
Tras B10, N11, B12, las piedras negras están en atari. Cuando al final las negras hacen el movimiento 13 (como amenaza ko), las blancas pueden capturar las cuatro piedras negras.

Prácticamente todas las partidas tendrán al menos unas cuantas piedras muertas, que son capturadas; un juego igualado puede tener una equivalencia de capturas en ambos jugadores. Y a menudo se sacrifican piedras individuales y grupos pequeños por el valor táctico, y esto tendrá repercusión en la puntuación. Pero en los casos en los que un grupo es más importante que su valor de sacrificio, el grupo debe hacer vida para que el jugador tenga posibilidades de ganar la partida completa. Normalmente ambos jugadores tendrán como mucho cuatro o cinco grupos vivos en el tablero al final de la partida. Hay un proverbio del go que dice que "Cinco grupos pueden vivir, pero el sexto morirá", que en resumen describe la necesidad de poner énfasis en la conexión entre grupos en desarrollo, de manera que la necesidad de pelear por la vida se mejora con su conexión. Como cada grupo necesita dos ojos (y a veces los ojos son difíciles de conseguir), la alternativa es conectar con otro grupo, compartiendo así las libertades.